# Лепский, Владимир Евгеньевич

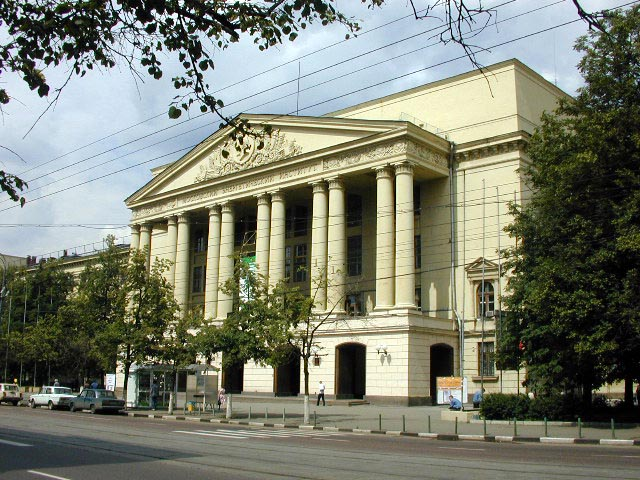
Московский энергетический институт (МЭИ)

Влади́мир Евге́ньевич Ле́пский (род. 31 июля 1944 года, Москва) — российский учёный, доктор психологических наук, профессор, специалист в области рефлексивных процессов в управлении и информационно-психологической безопасности, а также в исследованиях рефлексивных процессов; концептуальных основах постнеклассических наук об управлении и развитии; субъектно-ориентированном подходе к организации управленческой и инновационной деятельности; социогуманитарном обеспечении инновационного развития;

## Биография
В 1967 году окончил радиотехнический факультет Московского энергетического института (МЭИ).
В 1971 году — МГУ им. М.В. Ломоносова, механико-математический факультет;

## Научно-производственная деятельность
1967—1969 гг., НИИ Автоматической аппаратуры. Инженер в теоретическом отделе, работал под руководством В. А. Лефевра, В. Н. Садовского, В. П. Зинченко;
1969—1971 гг., Центральный экономико-математический институт АН СССР. Старший инженер в теоретическом отделе, работал под руководством В. А. Лефевра;
1971—1973 гг., проходил срочную службу офицером в рядах Советской Армии;
1974—1991 гг., НИИ «Восход», прошёл путь от старшего инженера до начальника сектора. Главный конструктор более десяти программных комплексов, ориентированных на обеспечение широкого круга задач учёта человеческого фактора в автоматизированных системах управления страной. В этот же период был заведующим лабораторией в ВЦ АН СССР под непосредственным руководством академика Н. Н. Моисеева. Руководил более чем двумя десятками НИР с государственной регистрацией;
1991—1994 гг., Научно-исследовательское малое государственное предприятие «Сапфир», директор;
1994—1997 гг., Научно-практический центр непрерывного художественного образования (Департамент образования г. Москвы), профессор;
1997—2002 гг., Институт психологии РАН, заведующий лабораторией «Психологии рефлексивных процессов»;
2002—2004 гг., Институт человека РАН, заместитель директора по научной работе;
2005 — по настоящее время, Институт философии РАН, главный научный сотрудник.

## Педагогическая деятельность
1983—1992 гг. — МГУ им. М. В. Ломоносова, МИРЭА, РЭА им. Г. В. Плеханова (студенты, руководители предприятий, ректоры ВУЗов), старший преподаватель;
1994—1997 гг. — Научно-практический центр непрерывного художественного образования (Департамент образования г. Москвы), профессор;
1992—2002 гг. — обучение и консультирование руководителей высших звеньев управления страной (Администрация Президента РФ, Совет безопасности РФ, МИД РФ, Конституционный суд РФ и др.);
2000—2004 гг. — Дипломатическая академия МИД России, профессор;
2009—2012 гг. — профессор кафедры мировой политики НИУ-ВШЭ;
2007 г. — по настоящее время, профессор кафедры истории и философии науки Института философии РАН.

## Общественная работа
1999—2002 гг., эксперт Комитета по безопасности Государственной думы РФ;
1999—2003 гг., член научного совета Совета безопасности РФ, секция «Информационная безопасность»;
2001 г. — по настоящее время, главный редактор научно-практического сайта www.reflexion.ru;
2001—2002 гг., руководитель семинара «Рефлексивные процессы и управление» Института психологии РАН;
2002 г. — 2016 г. по настоящее время, член экспертного совета по внешней политике Совета Федерации РФ;
2003 г. — по настоящее время, член Клуба «Стратегическая матрица» (Институт экономических стратегий при ООН РАН);
2004 г. — по настоящее время, член Клуба «Содержательное единство»;
2005 г. — по настоящее время, руководитель семинара «Рефлексивные процессы и управление» Института философии РАН;
2006—2016 гг. эксперт Российского гуманитарного научного фонда;
2016 г. — по настоящее время, эксперт Российского Фонда Фундаментальных Исследований;
2008 г. — по настоящее время, президент Клуба инновационного развития Института философии РАН;
2008 г. — по настоящее время, член подкомитета по развитию инновационного предпринимательства Торгово-Промышленной Палаты РФ;
2014 г. — по настоящее время, эксперт Российского научного фонда;
2016 г. — по настоящее время, эксперт Российской академии наук.
В настоящее время. Действительный член Международной академии исследования будущего. Действительный член Академии военных наук. Действительный член International academy for systems and cybernetic sciences (IASCYS).
Член редколлегий журналов «Systems», «Философские науки», «Проблемы управления», «Информационные войны», «Социальное время», «Мягкие измерения и вычисления», «Человек: Образ и сущность. Гуманитарные аспекты», «Проблемы цивилизационного развития», «Психология. Высшая школа экономики», «Семиотические исследования».

## Научные публикации и статьи
- Лепский В. Е. Концепция субъектно-ориентированной компьютеризации управленческой деятельности. — М.: Институт психологии РАН, 1998. — 204 с.
- Лепский В. Е. (в соавторстве с Рапуто А. Г.) Моделирование и поддержка сообществ в Интернет. — М.: Институт психологии РАН, 1999. — 96 с.-Электронный ресурс: .;
- Лепский В. Е. Субъектно-ориентированный подход к инновационному развитию. — М.: Изд-во «Когито-Центр», 2009. — 208 с.-Электронный ресурс: www.reflexion.ru.;
- Лепский В. Е. Рефлексивно-активные среды инновационного развития. — М.: Изд-во «Когито-Центр», 2010. — 280 с.-Электронный ресурс:  (недоступная ссылка).;
- Лепский В. Е. Эволюция представлений об управлении (методологический и философский анализ). М.: «Когито-Центр», 2015. — 107 с. — ISBN 978-5-89353-464-1.
- Лепский В. Е.Рефлексивные процессы и управление. Сборник материалов X Международного симпочиума 15-16 октября 2015 г., М.: «Когито-Центр», 2015. — 298 с. — ISBN 978-5-89353-465-8.
- Лепский В. Е. Методологический анализ российских потенциалов инновационного развития: обоснование актуальности организации саморазвивающихся инновационных сред // Организация саморазвивающихся инновационных сред / Под ред. В. Е. Лепского — М.: «Когито-Центр», 2012. С.181-191. (гриф ИФ РАН, ISBN 978-5-89353-410-8, в рамках проекта при поддержке РГНФ № 12-03-00387).
- Лепский В. Е. Проблема сборки субъектов развития в контексте эволюции технологических укладов // Глобальное будущее 2045. Конвергентные технологии (НБИКС) и трангуманистическая эволюция. Под ред Д. И. Дубровского. — М.: ООО «Издательство МБА», 2013. С.67-81.
- Лепский В. Е. Проблемы организации саморазвивающихся инновационных сред / Рефлексивные процессы и управление. Сборник материалов IX Международного симпозиума 17-18 октября 2013 г., Москва / Отв. ред. В. Е. Лепский — М.: «Когито-Центр», 2013. С. 161—168. (гриф ИФ РАН, ISBN 978-5-89353-410-8, в рамках проекта при поддержке РГНФ № 12-03-00387, http://www.reflexion.ru/Library/Sbornic2013.pdf).
- Лепский В. Е. Проблемы сборки субъектов развития на евразийском пространстве // Рефлексивные процессы и управление. Сборник материалов IX Международного симпозиума 17-18 октября 2013 г., Москва / Отв. ред. В. Е. Лепский — М.: «Когито-Центр», 2013. С. 256—262. (гриф ИФ РАН, ISBN 978-5-89353-410-8, http://www.reflexion.ru/Library/Sbornic2013.pdf).
- Лепский В. Е. Проблемы управления сложностью в совершенствовании механизмов демократии в России // Философия науки. Выпуск 18. Философия науки в мире сложности. — М.: Институт философии РАН, 2013. С.202-217. (гриф ИФ РАН).
- Лепский В. Е. Саморазвивающиеся инновационные среды в контексте становления VII социогуманитарного технологического уклада // Организация саморазвивающихся инновационных сред / Под ред. В. Е. Лепского — М.: «Когито-Центр», 2012. С.5-25. (гриф ИФ РАН).
- Лепский В. Е. Чтобы в России заработала демократия, надо научиться управлять сложностью // Развитие и экономика, 2013. март № 5. С.42-51. (Свид. о регистрации ЭЛ № ФС 77 — 45891 от 15 июля 2011 г., http://www.devec.ru/almanah/5/1295-vladimir-lepskij-chtoby-v-rossii-zarabotala-demokratija-nado-nauchitsja-upravljat-slozhnostju.html).
- Лепский В. Е. Эволюция представлений об управлении в контексте научной рациональности // Философия управления: методологические проблемы и проекты / Рос. Акад. Наук, Ин-т философии; Отв. Ред: В. И. Аршинов, В. М. Розин . — М.: ИФРАН, 2013. С.68-99. (гриф ИФ РАН).
- Лепский В. Е. Эволюция представлений об управлении в контексте развития научной рациональности / Рефлексивные процессы и управление. Сборник материалов IX Международного симпозиума 17-18 октября 2013 г., Москва / Отв. ред. В. Е. Лепский — М.: «Когито-Центр», 2013. С. 43-55. (в рамках проекта при поддержке РГНФ № 11-03-00787а).
- Лепский В. Е., Дружный Б. М., Соболь Е. Ю. Гуманистические основания в совершенствовании технологий сотрудничества и противоборства // Информационные войны. 2013. № 2. С.25-34. (ВАК, РИНЦ, ISSN 1996-4544, http://elibrary.ru/item.asp?id=19074168).
- Лепский В. Е. Социогуманитарная эргономика стратегического проектирования российского развития // Актуальные проблемы психологии труда, инженерной психологии и эргономики. Вып. 4 / Под ред. В. А. Бодрова. М., 2012. С. 351—368.
- Лепский В. Е. Субъектно-ориентированный анализ проблем интеграционного проекта для Евразии // Развитие и экономика. 2012. № 2.С. 108—115.
- Лепский В. Е. Субъектно-ориентированный подход к динамическому моделированию социальных систем // Общество. Техника. Наука. На пути к теории социальных технологий. М., 2012. С. 205—225.
- Лепский В. Е. Механизмы саморегулирования сложностью в рефлексивно-активных средах инновационного развития // Синергетическая парадигма. Синерггетика инновационной сложности: К 70-летию В. И. Аршинова. М., 2011. С. 427—442.
- Лепский В. Е., Малай В. А. Не догонять, а перегнать! // Реальная экономика. 2011. № 1-2. С. 64-67.
- Лепский В. Е., Савельев А. М., Хамдамов Т. В. Организация саморазвивающейся инновационной среды в учебной стратегической рефлексивной игре «Россия в миропроектах» // Междисциплинар. пробл. средового подхода к инновационному развитию / Под ред. В. Е. Лепского. М., 2011. С. 229—237.
- Лепский В. Е. Признаки и последствия недооценки роли средового подхода в инновационном развитии и модернизации России // Междисциплинар. пробл. средового подхода к инновационному развитию / Под ред. В. Е. Лепского. М., 2011. С. 7-22.
- Лепский В. Е. Философские основания становления средовой парадигмы (от классической рациональности к постнеклассической) // Междисциплинар. пробл. средового подхода к инновационному развитию / Под ред. В. Е. Лепского. М., 2011. С. 34-45.
- Лепский В. Е. Альтернативная глобализация — потенциальный локомотив российского развития // Россия в новом веке: внешнеполитическое измерение: Сб. материалов заседаний Эксперт. совета Комитета совета Федерации по междунар. делам 2010. М., 2011. С. 311—332.
- Лепский В. Е. Исходные посылки к становлению социогуманитарной эргономики стратегического проектирования // ЧФ: Проблемы психологии и эргономики. 2011. № 3. С. 29-35.
- Лепский В. Е. Общественное участие в саморазвивающихся полисубъектных средах. − М.: Когито-Центр, 2019. −141 с.
- Лепский В. Е. Преодоление вызовов биомедицинского конструктивизма в контексте субъектно-ориентированного подхода // Философские проблемы биологии и медицины: сб. ст. М., 2011. С. 66-74.
- Лепский В. Е. Проблемы становления субъектности человечества и модели развития // Развитие и экономика 2011. С. 95-101 (работа выполнена по гранту).
- Лепский В. Е., Наумов С. А. Проект «Сколково»: социогуманитарные аспекты развития // Рефлексивные процессы и управление: Сб. материалов VIII Междунар. симпоз. (Москва, 18-19 окт. 2011 г.). М., 2011. С. 157—159.
- Лепский В. Е. Средовой подход к организации экономики, основанной на знаниях // Реализация интеллектуального и технологического потенциала университетской и прикладной науки в построении экономики, основанной на знаниях: Материалы конф. XII Междунар. форума «Высокие технологии XXI века» (18-21 апр. 2011 г.). М., 2011. С. 90-93 (работа выполнена по гранту).
- Лепский В. Е., Савельев А. М., Хамдамов Т. В. Стратегическая рефлексивная игра «Россия в миропроектах» // Рефлексивные процессы и управление: Сб. материалов VIII Междунар. симпоз. (Москва, 18-19 окт. 2011 г.). М., 2011. С. 160—167 (работа выполнена по гранту).
- Лепский В. Е. Стратегические рефлексивные игры — социогуманитарные технологии сборки субъектов российского развития // Там же. С. 152—156 (работа выполнена по гранту).
- Лепский В. Е. Субъектно-ориентированные принципы и онтологии организации сред активных биомедицинских знаний // Философские проблемы биологии и медицины: Вып. 5: Нормативное и дескриптивное: сб. ст. М., 2011. С. 109—112.
- Лепский В. Е. Субъектно-ориентированные принципы организации саморазвивающихся интеллектуальных систем // Естественный и искусственный интеллект: методологические и социальные проблемы. М., 2011. С. 253—280.
- Лепский В. Е. Тенденции развития динамического моделирования социальных систем в контексте представлений о научной рациональности // Категориальная сущность и эволюция человечества в мегаистории и в бесконечном будущем: Материалы научн. семинара. Вып. 1. М., 2011. С. 115—117.
- Лепский В. Е. Трансдисциплинарные основания становления «средовой парадигмы» // Философия науки. Вып. 16: Философия науки и техники. М., 2011. С. 87-122.
- Лепский В. Е.Рефлексивные процессы и управление: Сб. материалов VIII Междунар. симпоз. (Москва, 18-19 окт. 2011 г.) / Отв. ред. В. Е. Лепский. М.: Когито-центр, 2011. 271 с. (18 а.л.)
- Лепский В. Е. Философия управления и развития в контексте научной рациональности (субъектно-ориентированный подход). — М.: Институт философии РАН, 2010;
- Лепский В. Е. Технологии управляемого хаоса — оружие разрушения субъектности развития // Информационные войны, 2010, № 4(16). — C.69-78;
- Биотехнология и общество. Сборник материалов форума «Биотехнология и Общество», ассоциированное мероприятие II международного конгресса «ЕвразияБио», 12 апреля 2010 г, Москва. — М.: Когито-Центр, 2010;
- Лепский В. Е. Методологические проблемы инновационного развития России // В книге: Инновации и инвестиции для модернизации и технологического перевооружения России. — М.: ФГУ НИИ РИНКЦЭ, НП «Инноватика», 2010. — C.15-18;
- От экспертной поддержки в системе государственного управления к созданию сред развития // Стенограмма Круглого стола. Аналитический центр при Правительстве Российской Федерации. — М.: Аналитический центр при Правительстве Российской Федерации, 2010;
- Лепский В. Е. Субъектно-ориентированная парадигма проектирования интеллектуальных систем // В книге: Труды Конгресса по интеллектуальным системам и информационным технологиям «AIS-IT’10». Научное издание в 4-х томах. — М.: Физматлит, 2010. Т. 1. — C.271-278;
- Лепский В. Е. Развитие и национальная безопасность России // Экономические стратегии, № 2, 2008. — C.24-30;
- Лепский В. Е. Исходные посылки и онтологии субъектно-ориентированного подхода к инновационному развитию // Рефлексивные процессы и управление, № 2, 2007. — C.5-28;
- Проблемы субъектов в постнеклассической науке / Под ред. В. И. Аршинова и В. Е. Лепского. — М.: Когито-Центр, 2007;
- Лепский В. Е. Стратегические центры России // Экономические стратегии, № 7, 2004. — С.66-68;
- Лепский В. Е. (в соавт. с Ипполитовым К. Х.) О стратегических ориентирах развития России: что делать и куда идти // Рефлексивные процессы и управление. Том 3, № 1, 2003. — С.5-27;
- Лепский В. Е. Информационно-психологическая безопасность субъектов дипломатической деятельности // Дипломатический ежегодник-2002. Сборник статей. — М.: Научная книга, 2003. — С.233-248;
- Лепский В. Е. «Бессубъектность» — главный источник угроз безопасности и развития России // Проблемы управления безопасностью сложных систем: Труды Х международной конференции. Москва, декабрь 2002 г. / Под ред. Н. И. Архиповой и В. В. Кульбы. Часть 1. — М.: РГГУ — Издательский дом «МПА-Пресс». — С.79-81;
- Лепский В. Е. Становление стратегических субъектов: постановка проблемы // Рефлексивные процессы и управление. Том 2, № 1, 2002. — С.5-23;
- Лепский В. Е. (в соавт. с Ипполитовым К. Х.) Подходы к формированию концепции и доктрин национальной безопасности России // Мир и безопасность, № 6, 2002. — С.24-27;
- Лепский В. Е. Гуманитарные технологии информатизации общества (на примере компьютеризации управленческой деятельности) // Научный альманах высоких гуманитарных технологий. НОВИГУТ, № 1, 2001. Приложение к журналу «Безопасность Евразии». — С.132-146;
- Лепский В. Е. Проблемы обеспечения информационно-психологической безопасности России // Информационное общество, № 3, 1999. — С.47-51;
- Лепский В. Е. Технократический подход к информатизации общества — источник угроз национальной безопасности России // II Всероссийская научная конференция «Россия XXI век». — М.: 1999. — С.143-147;
- Лепский В. Е. Проблемы информационно-психологической безопасности // Психологический журнал, № 3, 1996. — С.166-168;
- Лепский В. Е. Вехи становления проблематики рефлексивных процессов // Прикладная эргономика, № 1, 1994. — М.: АПЭ. — С.2-5;
- Лепский В. Е. Социальные изменения и реализация активности субъекта в условиях автоматизации управления // Социальные проблемы информатизации общества. — М.: ВНИИСИ, 1988. — С.39-45;
- Лепский В. Е. Исследование рефлексивных процессов в эксперименте на матричной игре с нулевой суммой // Проблемы эвристики. — М.: Высшая школа (издательство), 1969. — С.265-270